# Чихачёво (Ивановская область)
Чихачёво — деревня в Верхнеландеховском районе Ивановской области России, входит в состав Мытского сельского поселения.

## География
Деревня расположена на берегу реки Тюлех в 20 км на юго-запад от районного центра Верхний Ландех и в 8 км на юг от центра поселения села Мыт.

## История
Первое упоминание относится к 1504 году, когда Чихачев был назван в духовной грамоте великого князя Ивана III Васильевича в числе владений, которые он пожаловал князю Фёдору Ивановичу Бельскому в вотчину. Бельский владел этими землями, предположительно, с начала 1494 года. Согласно духовной грамоте,
А что есми пожаловал князя Феодора Ивановича Белского, дал есми ему в вотчину город Лух, с волостьми, да волости Вичюгу, да Кинешму, да Чихачев, и князь Феодор и его дети служат сыну моему Василью, а ту свою вотчину держат по тому, как было при мне.
Из надписи на колоколе, сохранившимся в Чихачёве, видно, что в 1777 году здесь была уже церковь во имя Николая Чудотворца и великомученика Димитрия Солунского. Каменный храм в Чихачеве построен прихожанами в 1813 году, трапеза этого храма в 1856 году распространена. Престолов в этом храме было три: главный — во имя святого Николая Чудотворца, в трапезе тёплой — во имя святого великомученика Димитрия Солунского и святого великомученика Георгия Победоносца. При церкви с 1886 года существовала церковно-приходская школа, учащихся в 1897 году было 35.
В 1 км западнее села Чихачево находилась деревня Чихачёво. В списке населённых мест Владимирской губернии 1859 года в селе Чихачёво числилось 5 дворов, в деревне Чихачёво — 25 дворов.
В конце XIX — начале XX века село и деревня Чихачёво входили в состав Мытской волости Гороховецкого уезда Владимирской губернии.
С 1929 года Чихачёво в составе Князьковского сельсовета Ландеховского района, с 1960 года — в составе Мытского сельсовета Пестяковского, затем Верхнеландеховского района. По данным 1981 года, в составе Мытского сельсовета числится одна деревня Чихачёво.
В современном состоянии жителей на месте бывшей деревни Чихачёво нет, населённым пунктом является бывший погост (село) Чихачёво вокруг восстанавливаемой Свято-Никольской общины.

## Население
| 1859 | 1905 | 2010 |
| ---- | ---- | ---- |
| 201  | ↘133 | ↘37  |

## Религия
В деревне находится действующая церковь Николая Чудотворца (1813).
В 1979—2020 годы настоятелем Никольского храма был Иоанникий (Ефименко), почитавший как старец (известен как «чихачёвский старец»). В поздний период жизни руководил подобием монастыря, характеризовавшегося как секта, члены которой в тяжёлых условиях работали на Иоанникия и его приближённых на сельскохозяйственной ферме. Несмотря на отстранение от должности настоятеля и лишение сана, продолжал окормлять своих сторонников, в том числе вести богослужения. В Чихачёве соратниками Иоанникия был построен ещё один храм, также названный Никольским, но не в честь Николая Чудотворца, а в честь императора Николая II. Никольский храм, в котором ранее велась служба, оставался брошенным.